# Amazoňan běločelý
Amazoňan běločelý (Amazona albifrons) je středně velký druh papouškovitého ptáka z čeledi amazoňan. Tito ptáci mohou vydávat širokou škálu zvuků, předpokládá se asi 30-40 různých zvuků. Stejně jako jiné druhy papoušků, i amazoňan běločelý má dlouhou životnost, v průměru okolo 40 let.

## Taxonomie

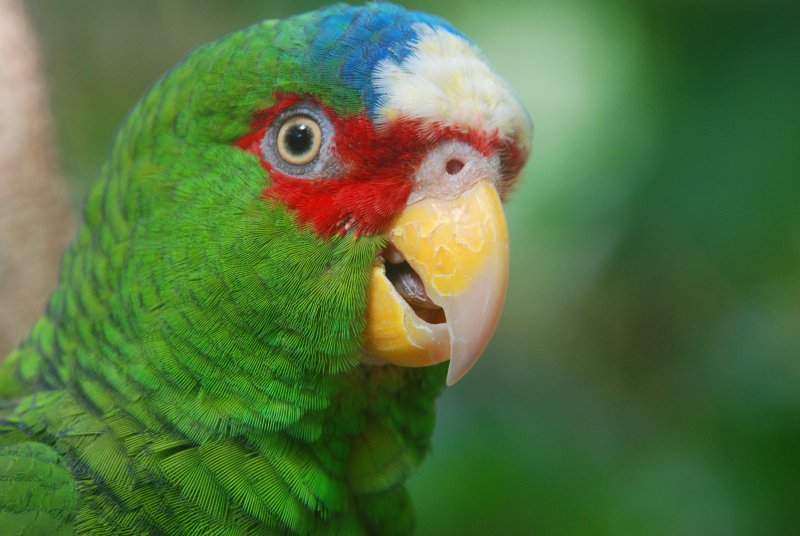
Hlava amazoňana běločelého

Tento druh poprvé popsal Sparrman v roce 1788 a pravděpodobně se jednalo o vzorek ze severozápadního Mexika. Amazoňan běločelý se dělí na tři poddruhy, ty se liší především v sytosti barev nebo ve velikosti:
- Amazoňan běločelý jižní (Amazona albifrons albifrons), vyskytuje se od západního Mexika po jihozápadní Guatemalu
- Amazoňan běločelý malý (Amazona albifrons nana), tento poddruh bychom nalezly od jihovýchodního Mexika až po severozápadní Kostariku.
- Amazoňan běločelý severní (Amazona albifrons saltuensis), žije pouze v severozápadním Mexiku

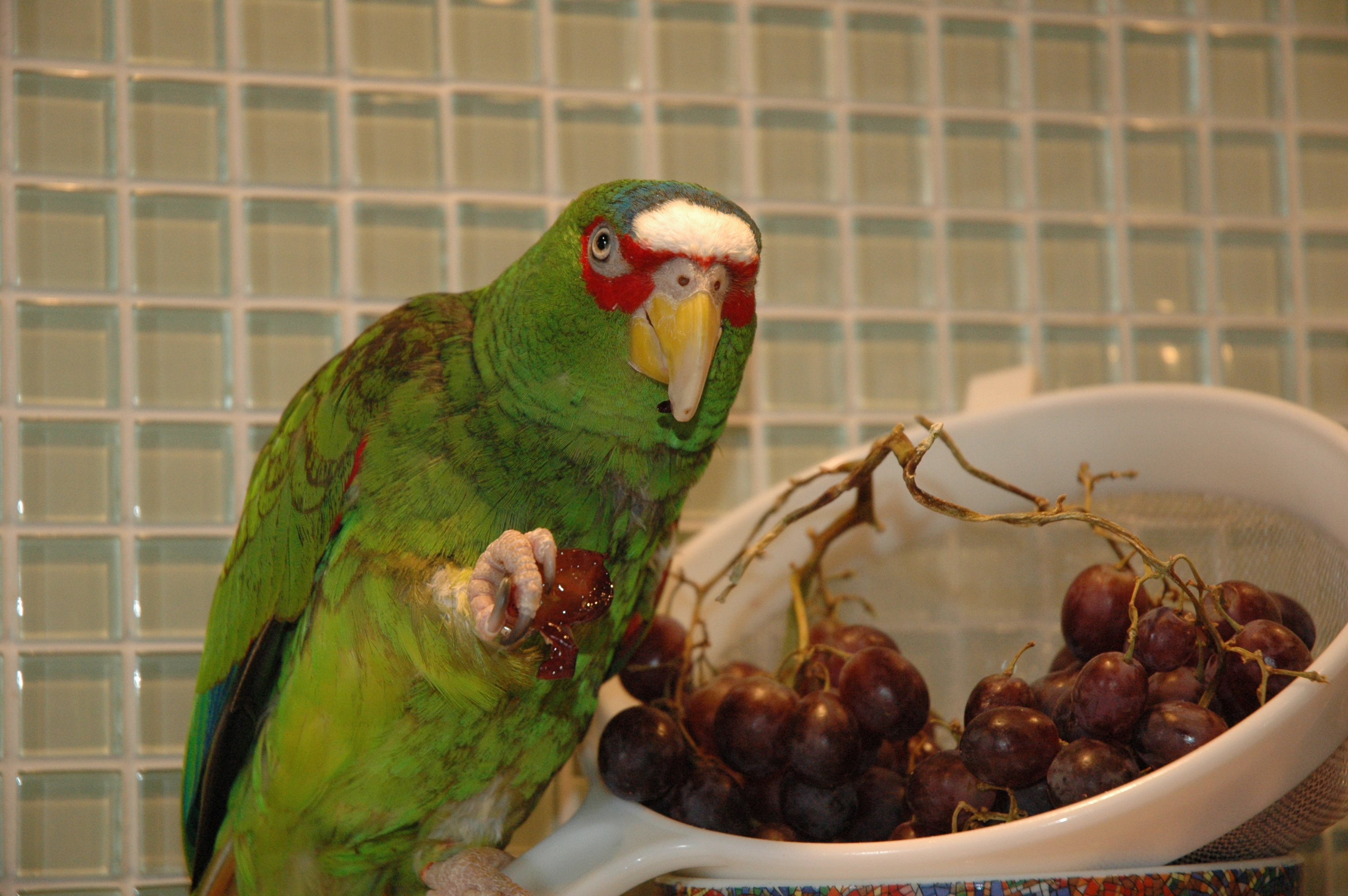
Amazoňan běločelý v zajetí při krmení; pomocí nohou si vybírá hrozny

## Popis
Amazoňan běločelý je středně velký druh ptáka, v průměru dorůstá na délku okolo 25 cm. Přestože je to poměrně velký druh, je nejmenší ze všech amazoňanů, pro porovnání; amazoňan modročelý může na délku mít až 38 cm. Čím se amazoňan běločelý odlišuje od ostatních amazoňanů je pohlavní dimorfismus, ten je v dospělosti výrazný. Jiné druhy amazoňanů podle vzhledu téměř nejdou rozeznat, jediné další druhy, u kterých lze spolehlivě rozeznat pohlaví dle vzhledu jsou druhy amazoňan černouchý a nádherný. Samci i samice amazoňana běločelého mají světle zelené peří, pokud je ale roztáhnou, je zespodu vidět několik modrých per. Okolí očí je rudě zbarvené, u některých jedinců pak vytváří iluzí brýlí. Samci se od samicí liší červeným peřím na prsou, zatímco samice vůbec červená pera nemají. Spodní ocasní pera mohou mít nažloutlou barvu nebo být červená. Mláďata mají světle šedé duhovky a méně červených per na tváři, také bílé oblasti jsou nažloutlé.

## Výskyt
Amazoňan běločelý se vyskytuje v celé Střední Americe, ale především na území Mexika. Je možné jej vidět v různých biotopech, od vlhkých oblastí, například deštných lesů, po suchá místa s nedostatkem vody, jako jsou savany. Ve volné přírodě nejsou amazoňané běločelý plaší a lidé se k nim mohou přiblížit i na velmi krátké vzdáleností, tím se tento druh stává přesným opakem amazoňana žlutobřichého, který je extrémně plachý. Malá divoká populace byla pozorována v jižní Kalifornii.

## Chování
Amazoňan běločelý je skupinový druh, který se sdružuje do malých hejn o dvaceti kusech. Některé skupiny mívají až sto kusů, avšak většinou platí, že jen část tvoří amazoňané běločelý a zbytek jsou jiné druhy papoušků. Právě s nimi amazoňan běločelý velmi dobře vychází. I k lidem je tento druh přátelský a zároveň také nebojácný.

## Hnízdění

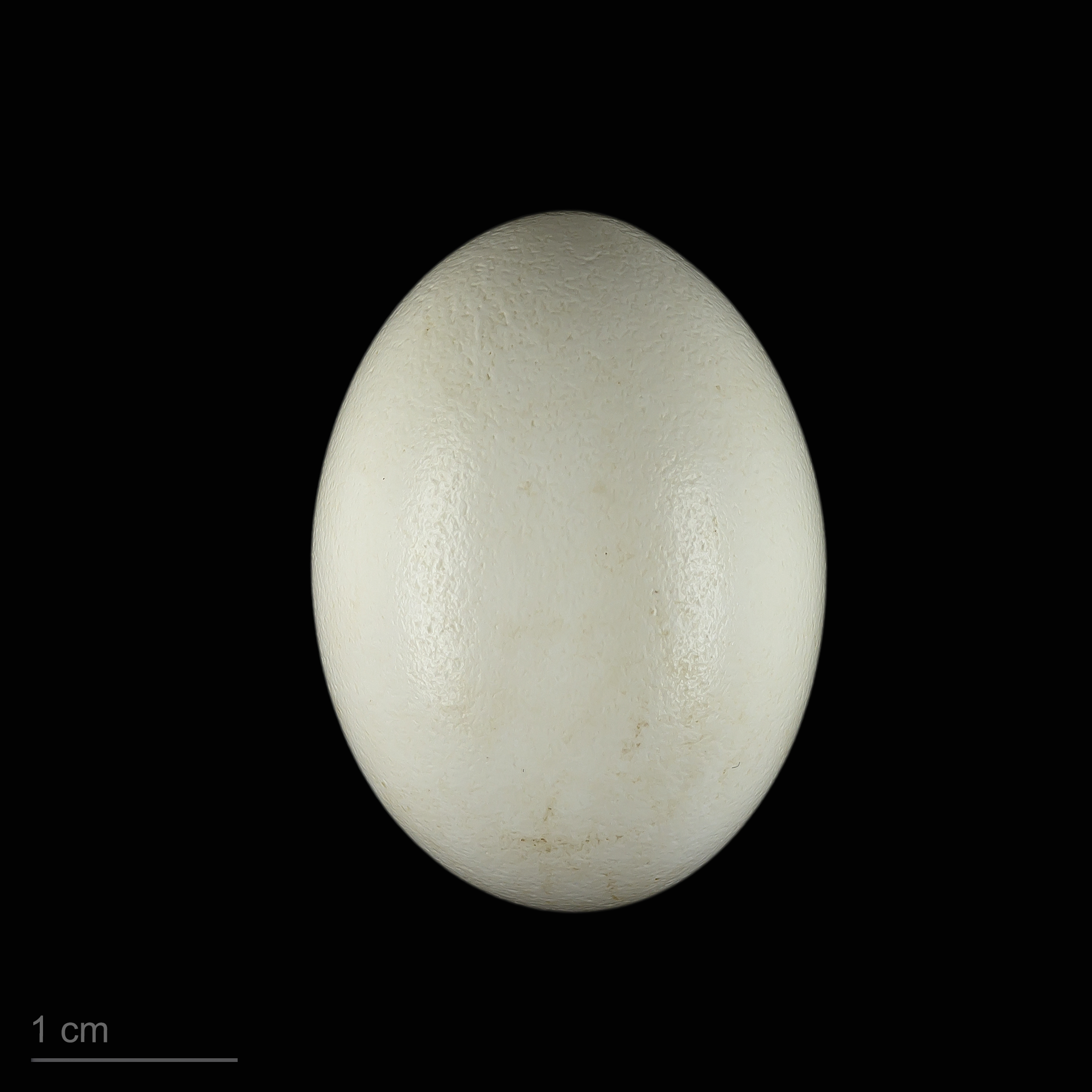
Amazona albifrons

Páry tohoto druhu hnízdí ve stromových dutinách nebo skalních škvírách. Období hnízdění probíhá obvykle od února do července, tak je to ve většině obývaných oblastí. Samice do dutiny naklade v průměru 3-4 vejce. Ta jsou inkubována po dobu asi 26 a mláďata opouštějí hnízdo ve věku okolo 60 dnů od vylíhnutí.